# 鶯歌列車傾覆事故
鶯歌列車傾覆事故是一起1957年12月9日發生在臺灣鐵路管理局鶯歌車站附近的鐵路事故。

## 概略
1957年12月9日下午3時40分左右，有兩名兒童於臺北縣鶯歌鎮（今新北市鶯歌區）正義新村附近鐵道上玩耍，並把道碴疊於鐵軌上。
當時在下坡路段準備進站的北上22次列車（由蒸汽機車CT271號牽引）行經，司機林炎墩聽到車輪下方傳出石頭被輾碎所發出的聲音，立刻拉下煞車；但可能因為煞車力道過猛，再加上當地是轉彎兼下坡路段，蒸汽機車翻覆出軌，林炎墩當場殉職，十一節列車僅剩最後三節仍在軌道上，前七節列車因出軌翻覆及強力撞擊，造成許多乘客傷亡，惟林姓、簡姓二名司爐僅受輕傷並自行爬出車頭。

## 事後

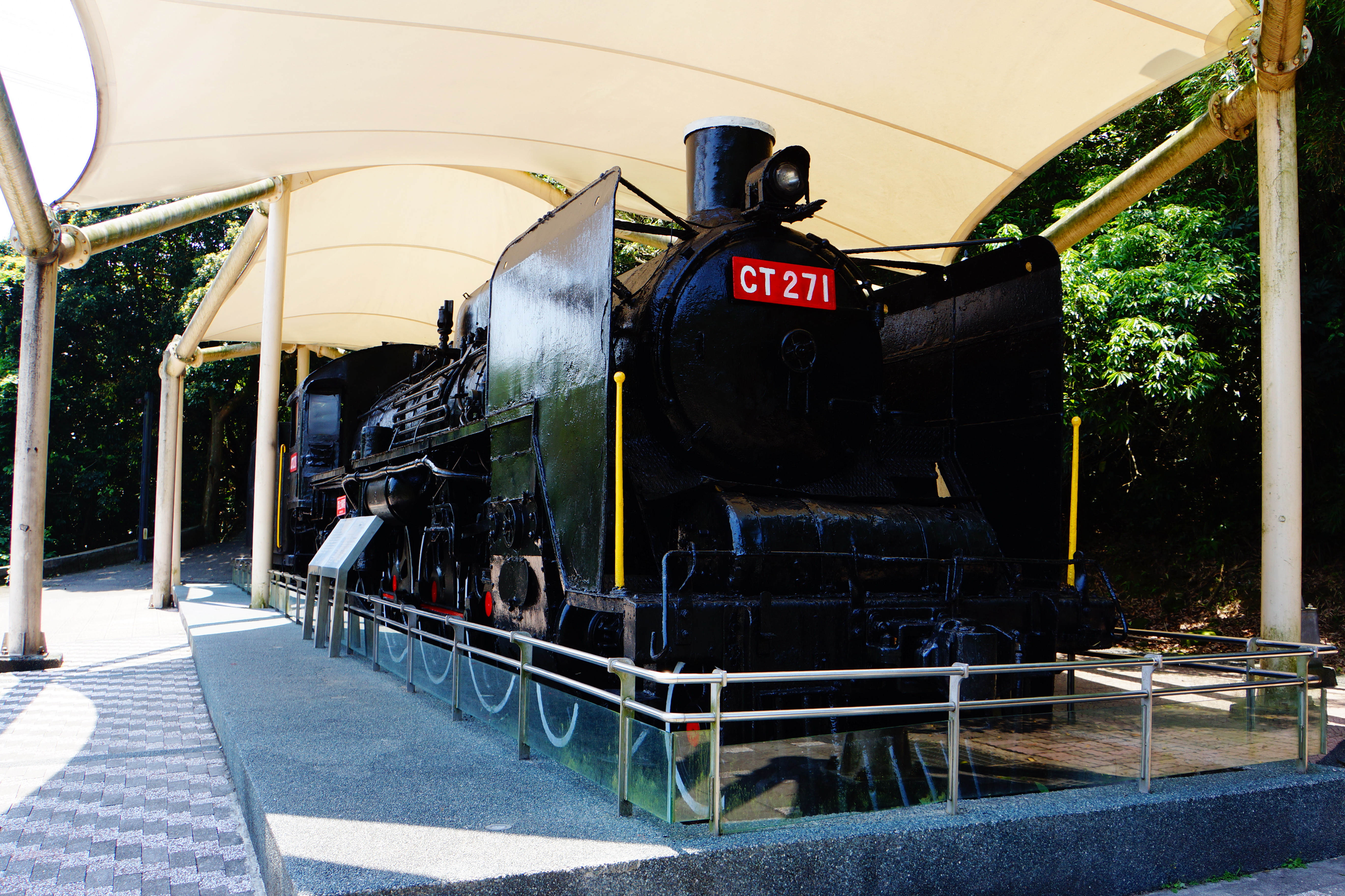
事故列車CT271，今展示於基隆市情人湖公園。

此次事故成為臺灣鐵路管理局日後宣導「不要在鐵路上堆疊石頭」的濫觴及案例。
國立編譯館亦將此次事件編寫錄入教科書。
事故列車CT271隨後由台鐵修復而繼續使用，1983年2月停用後存放於嘉義扇形車庫中，基隆市政府於1991年向臺鐵申請保存，並於同年6月迴送到基隆車站後移往情人湖公園入口處，至今該列車仍在情人湖公園展示。